# Discophora varda
Discophora varda är en fjärilsart som beskrevs av Hans Fruhstorfer 1911. Discophora varda ingår i släktet Discophora och familjen praktfjärilar. Inga underarter finns listade i Catalogue of Life.